# Могила Л. И. Глебова
Могила Л. И. Глебова — памятник истории национального значения в Чернигове.

## История
Постановлением Совета Министров УССР от 21.07.1965 № 711 «Про утверждение списка памятников искусства, истории и археологии Украинской ССР» («Про затвердження списку пам'ятників мистецтва, історії та археології Української РСР») присвоен статус памятник истории республиканского значения под названием Могила писателя-баснописца Л. И. Глебова. Похоронен в 1893 г.. Также памятник упоминается в Постановление Кабинета министров Украины от 27.12.2001 № 1761 «Про занесение памятников истории, монументального искусства и археологии национального значения в Государственный реестр недвижимых памятников Украины».
Постановлением Кабинета министров Украины от 03.09.2009 № 928 «Про занесение объектов культурного наследия национального значения в Государственный реестр недвижимых памятников Украины» («Про занесення об'єктів культурної спадщини національного значення до Державного реєстру нерухомих пам'яток України») присвоен статус памятник истории национального значения с охранным № 250005-Н под названием Могила писателя и баснописца Л. И. Глебова. Данное Постановление аннулировало предыдущие: Постановление Совета Министров УССР от 21.07.1965 № 711, Постановления Кабинета министров Украины от 28.10.1996 № 1421 и от 27.12.2001 № 1761. 

## Описание
В 1893 году выдающийся украинский поэт, баснописец, издатель, общественный деятель Леонид Иванович Глебов был похоронен на территории Черниговского Троицко-Ильинского монастыря — участок историко-архитектурного заповедника Чернигов древний, у южной стены Троицкого собора и неподалеку от Введенской трапезной церкви .
Первый памятник на могиле появился 1899 года. Это было надгробие из белого мрамора, имело портрет Л. И. Глебова и было увенчано крестом. На задней грани были высечены стихи В. И. Самойленко .
В 1939 году это надгробие было перенесено в мемориального музея Михаила Коцюбинского, где он экспонируется до сих пор, а ему на смену установлено скульптурное изображение поэта на прямоугольном постаменте из серого гранита.